# Третья линия лёгкого метро (Гвадалахара)
Третья линия лёгкого метро — линия общественного транспорта в городе Гвадалахара.
Эта линия квалифицируется как метро, а не как легкорельсовый транспорт, и соединяет исторические центры Сапопана, Гвадалахары и Тлакепаке через коридор Diagonal Metropolitan Road; который состоит из проспектов Хуана Хиль Пресиадо, Хуана Пабло II, Мануэля Авила Камачо, Алькальде / 16 сентября и Революсьон / Франсиско Сильва Ромеро, от района Аркос-де-Сапопан (в Сапопане) до Центральной Камионера Ориенте-де-Гвадалахара (в Тлакепаке).
Линия проходит с юго-востока на северо-запад и имеет 18 станций, из которых 13 надземные (в 2 путепроводах) и 5 подземных; протяженностью 21,5 км (красная линия на схеме технического паспорта) и, по оценкам, ежедневно перевозит 233 000 пассажиров.